# CLE International
Cet article possède un paronyme, voir CLC International.
 (décembre 2020).
Si vous disposez d'ouvrages ou d'articles de référence ou si vous connaissez des sites web de qualité traitant du thème abordé ici, merci de compléter l'article en donnant les références utiles à sa vérifiabilité et en les liant à la section « Notes et références ».
CLE International est une maison d'édition créée en 1973, spécialisée dans le français langue étrangère (FLE), c'est-à-dire la langue française apprise par des non-francophones. CLE International est une des maisons d'édition spécialistes de la discipline. 
Plus de 100 titres nouveaux sont publiés chaque année et viennent enrichir un catalogue de près de 1 000 titres qui sont diffusés dans plus d'une centaine de pays.
Ses concurrents principaux, Hachette FLE (Hachette Éducation) et Didier FLE (Éditions Didier), appartiennent tous deux au groupe Hachette, et sont des départements dédiés de maisons d'éditions ayant pour vocation d'autres domaines éducatifs.
Depuis 2001, CLE International est aussi l'éditeur de la revue de la Fédération internationale des professeurs de français (FIPF) : Le Français dans le monde, seule revue internationale, créée en 1961, consacrée aux professeurs de français du monde entier.
CLE International a pris son envol au sein des groupes Havas, VUP et Editis successivement. Le groupe Editis compte  2 600 collaborateurs et plus de 40 marques d’édition, pour un chiffre d'affaires annuel de 760 millions d'euros en 2008, ce qui la place au deuxième rang des maisons d'édition françaises.
Cle International est une marque appartenant à la société Librairie Fernand Nathan et sa gestion est confiée à Sejer.

## Ouvrages notables
- 1976 : C'est le printemps
- 1982 : Sans frontières
- 1983 : En avant la musique
- 1986 : Il était une petite grenouille
- 1988 : Le Nouveau Sans frontières[3],[4]
- 1995 : La Grammaire progressive du français
- 1996 : Panorama[5], Collection 450, Lectures en français facile
- 1997 : Junior, Vocabulaire progressif du français
- 1999 : Initial, Ado, Le Robert & CLE International
- 2000 : Champion
- 2001 : Alex et Zoé[6]
- 2002 : Campus[7], Lili
- 2003 : Oh ! là ! là !, Français.com, On y va
- 2004 : Trait d'union, Déclic, Belleville, Communication progressive, Fluo
- 2005 : Dictionnaire de didactique du FLE, Campus 4, Activités pour le CECR, Grammaire expliquée du français, Lectures Découverte, Lectures Mise en scène
- 2006 : Tout va bien !, Nouveau Delf, Métro Saint-Michel[8], Junior Plus, Festival, Collection En dialogues, Collection Compétences
- 2007 : Ici, Nouveau Dalf
- 2008 : Écho[9],[10], Amis et compagnie
- 2009 : Vitamine, Vite et bien
- 2010 : En action, DELF Prim
- 2011 : Zigzag, Intro, Amical, Arobase / Pixel
- 2012 : Essentiel et plus..., Écho Junior, Soda, Zénith